# Giuseppe Galletti (medico)
Giuseppe Galletti (Città di Castello, ... – 1819) è stato un medico italiano.

## Biografia

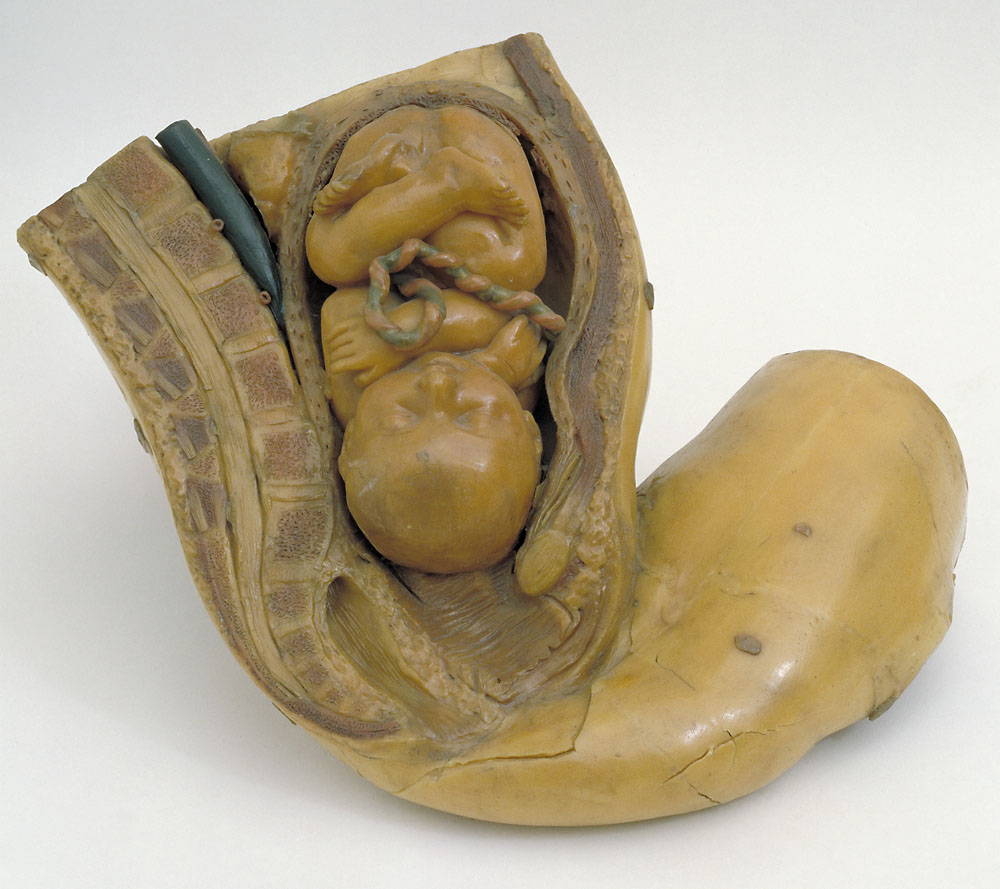
Uno dei modelli eseguiti da Giuseppe Ferrini secondo le indicazioni di Giuseppe Galletti. Firenze, Museo Galileo.

Nativo di Città di Castello (Perugia), Galletti nel 1759 fu nominato "Maestro sostituto in Chirurgia" nella maternità e nel 1806 fu incaricato dell'insegnamento pratico dell'ostetricia all'Ospedale di Santa Maria Nuova di Firenze. Per l'istruzione pratica dei chirurghi e delle ostetriche utilizzò modelli anatomici in terracotta e in cera, che aveva fatto eseguire a Firenze tra il 1770 e il 1775 da Giuseppe Ferrini. Tali modelli sono oggi esposti presso il Museo Galileo di Firenze.
Nel 1775 diede alle stampe la sua traduzione dell'opera di Johann Georg Röderer Elementi di ostetricia, aggiungendovi tavole calcografiche. Tale traduzione fu nuovamente pubblicata nel 1791 e nel 1795. Le prefazioni che egli vi antepose sono utili a comprendere la sua opera, anche relativamente ai modelli anatomici.

## Opere
- Johann Georg Röderer, Elementi di ostetricia del dottore Gio. Giorgio Roederer tradotti e corredati di figure in rame da Giuseppe Galletti, traduzione di Giuseppe Galletti, Firenze, nella Stamperia già Albizziniana all'Insegna del Sole, 1775.
- II edizione: Firenze, nella Stamperia già Albizziniana all'Insegna del Sole ad istanza di Giovacchino Pagani, 1791.
- III edizione: Firenze, nella Stamperia già Albizziniana da S. Maria in Campo a spese di Giovacchino Pagani, 1795.
- Giuseppe Galletti, Lettera del sig. Giuseppe Galletti chirurgo perito fiscale, e del collegio chirurgico di Firenze, pubblico professore di ostetricia, e maestro nel regio Arcispedale di S. Maria Nuova, al sig. d. Luigi Targioni accademico italiano, 1805. Estratto da «Magazzino di letteratura, scienze, ec. di Firenze».